# Роша, Веллингтон
Веллингтон Роша дос Сантос (порт. Wellington Rocha dos Santos; 4 октября 1990, Сан-Паулу, Бразилия), более известный как Веллингтон Роша (порт. Wellington Rocha) или просто Роша (порт. Rocha) — восточнотиморский футболист бразильского происхождения, центральный защитник.

## Клубная карьера
Занимался в академии клуба «Гремио Аудас». В сезоне 2010 выступал за клуб Серии C «Марилия». Позже играл в низших лигах. В 2013 году перешёл в таиландский «Бангкок». В составе клуба занял четвёртое место в чемпионате. В 2014 году перешёл в индонезийский «ПСИР», вылетевший в Премьер-дивизион. В 2016 году перешёл в японский «Гифу», игравший в Джей-лиге 2.

## Карьера в сборной
Натурализованный гражданин Восточного Тимора, Роша дебютировал за сборную 5 октября 2012 года в матче чемпионата АСЕАН со сборной Камбоджи. Всего на том турнире провёл четыре встречи, получив две жёлтые карточки; это были его единственные игры за сборную.